# Steady Ground
Steady Ground est un groupe de rock américain fondé par l'ex-batteur de The Offspring, Ron Welty. Le premier album du groupe, Jettison, sort au cours de l'année 2007.

## Membres du groupe
- Chanteur : Rick Stitch
- Guitare : George Squiers et Jared Woods
- Batteur : Ron Welty
- Basse : Kyle Rogan